# لیلی جیمز
لی لی کلویی نینت تامسون (به انگلیسی: Lily Chloe Ninette Thomson؛ متولد ۵ آوریل ۱۹۸۹)؛ که با نام هنری لی لی جیمز شناخته می شود؛ بازیگر انگلیسی است. جیمز در دانشکده هنر و موسیقی گیلد هال در لندن تحصیل کرده است. وی فعالیت هنری خود را از تلویزیون و بازی در سریال فقط ویلیام آغاز کرد. اولین موفقیت جدی جیمز با حضور در نقش مکمل سریال تحسین شده دانتون ابی رقم خورد اما فیلمی که او را به شهرت جهانی رساند، بازی در نقش اصلی فیلم سیندرلا بود. فیلم و بازی او در نقش سیندرلا مورد تحسین منتقدان قرار گرفت. همچنین این فیلم بیش از ۵۰۰ میلیون دلار در سراسر جهان فروش کرد.
بعد از موفقیت فیلم سیندرلا؛ جیمز دوباره به قاب تلویزیون بازگشت و در سریال جنگ و صلح به ایفای نقش پرداخت. او در این سریال در نقش ناتاشا روستووا ظاهر شد. در سال ۲۰۱۷؛ در دو فیلم بیبی راننده و تاریک‌ترین لحظات بازی کرد که هردو فیلم با واکنش مثبت منتقدان و تماشاگران همراه شدند. در سال ۲۰۱۸؛ جیمز در آثاری همچون ببخشید مزاحم شما شدم و ماما میا! دوباره شروع کنیم ظاهر شد. در سال ۲۰۱۹ نیز؛ او در فیلم دیروز ایفا نقش کرد.

## زندگی شخصی
جیمز در ۵ آوریل ۱۹۸۹ در شهرک ایشر(شهرستان تشریفاتی ساری) کشور انگلستان زاده شد. مادر او هنرپیشه و پدر او موسیقی‌دان است. او یک برادر بزرگتر و یک برادر کوچکتر از خود دارد. مادربزرگ او هلن هورتون، هنرپیشه آمریکایی‌ بود.
پدر او، جیمز تامسون بر اثر سرطان، در سال ۲۰۱۸ درگذشت؛ لیلی تامسون نام هنری خود را متاثر از نام پدرش لیلی جیمز معرفی کرد.

## فیلم‌شناسی
| سال  | عنوان                                | نقش          | توضیحات    |
| ---- | ------------------------------------ | ------------ | ---------- |
| ۲۰۱۲ | Chemistry                            | Ines         | فیلم کوتاه |
| ۲۰۱۲ | خشم تایتان‌ها                         | کورینا       |            |
| ۲۰۱۲ | شکسته                                | Older Skunk  |            |
| ۲۰۱۲ | دختران سریع                          | لیزا تمپل    |            |
| ۲۰۱۵ | سیندرلا                              | سیندرلا      |            |
| ۲۰۱۵ | سوخته                                | سارا         |            |
| ۲۰۱۶ | غرور و تعصب و زامبی‌ها                | الیزابت بنت  |            |
| ۲۰۱۶ | استثنا                               | میکه         |            |
| ۲۰۱۶ | ماجرای توماس بوربری                  | بتی          |            |
| ۲۰۱۷ | بیبی راننده                          | دبورا        |            |
| ۲۰۱۷ | سیاه‌ترین ساعت                        | الیزابت نل   |            |
| ۲۰۱۸ | ببخشید مزاحم شما شدم                 | وایت دترویت  |            |
| ۲۰۱۸ | ماما میا! دوباره شروع کنیم           | دانا         |            |
| ۲۰۱۸ | انجمن ادبی و پای پوست سیب‌زمینی گرنزی | ژولیت اشتون  |            |
| ۲۰۱۸ | جنگل کوچک                            | دب           |            |
| ۲۰۱۹ | چهار عروسی و یک تشییع جنازه          | میراندا      | فیلم کوتاه |
| ۲۰۱۹ | دیروز                                | الی اپلتون   |            |
| ۲۰۲۰ | ربه‌کا                                | خانم دووینتر |            |
| ۲۰۲۲ | چه ربطی به عشق دارد؟                 | زوئی         |            |
| ۲۰۲۳ | بالاخره سحر شد                       |              |            |
| ۲۰۲۴ | آدم‌های حریص                          |              |            |
| TBA  | رله                                  | سارا         |            |

## مجموعه تلویزیونی
| سال       | عنوان         | نقش             |
| --------- | ------------- | --------------- |
| ۲۰۱۲-۲۰۱۵ | دانتون ابی    | خانم رز مک کلار |
| ۲۰۱۶      | جنگ و صلح     | روستووا         |
| ۲۰۲۱      | در جستجوی عشق | لیندا رادلت     |
| ۲۰۲۱      | دیو و دلبر    | رز              |
| ۲۰۲۲      | پم و تامی     | پاملا اندرسون   |